# Bilibino kärnkraftvärmeverk
Bilibino kärnkraftvärmeverk (ryska: Билибинская АЭС) är ett kärnkraftvärmeverk i det nordöstligaste Sibirien, närmare bestämt i staden Bilibino i det autonoma området Tjukotka vid Kolymafloden och Norra Ishavet. Utbyggnaden startade 1970 och den fjärde reaktorn togs i bruk 1976. Den första reaktorn stängdes i januari 2019.

## Historik
Verket är ett av få i världen som levererar både elkraft och fjärrvärme och svarar för ca 70% av lokal elförsörjning och nästan all fjärrvärmeförsörjning i området.
Verket började byggas i januari 1970. Den första reaktorn Bilibino 1 togs i drift i april 1974, och den fjärde reaktorn Bilibino 4 togs i drift i januari 1977.
Den installerade maximala elektriska effekten är 48 MW från fyra reaktorer, som då ger 78 MW värme. Värmeeffekten kan ökas till 116 MW, om elproduktionen reduceras till 40 MW.
Valet att bygga ett kärnkraftvärmeverk kommer av att området har långa vintrar med temperaturer ner mot -60 °C, så värmebehovet är stort. Det finns inga naturtillgångar för energiproduktion i området och transporter av bränsle blir långa och dyra. Kärnbränslet till reaktorerna levereras med flygplan.  Problemet att transportera det uttjänta kärnbränslet från platsen till Mayak där det ska tas om hand studeras och även där finns flygtransport med som en möjlighet. Under 1980-talet var den årliga produktionen mellan 250 och 300 GWh, men har sedan sjunkit till mellan 100 och 150 GWh.
Reaktorn är grafitmodererad och kyls med lättvatten (vanligt vatten, ej tungt vatten). Bränslet är inkapslat i rostfritt stål.
I augusti 1993 besöktes reaktorn av representanter från bland annat NRC (amerikanska kärnkraftsmyndigheten) som konstaterade stora brister och behov för att anläggningen skulle leva upp till ryska säkerhetskrav. Vid ett liknande besök 1996 konstaterades att anläggningens status var oförändrad, mycket beroende på den ansträngda ekonomiska situationen i Ryssland. Anläggningen hade då allvarliga problem med bemanning och underhåll då löner ej betalats ut under flera månader på grund av svårigheter i den ryska ekonomin efter Sovjetunionens upplösning 1991.
Verket är planerat att användas fram till 2019, och avses successivt ersättas av det flytande kärnkraftverket Akademik Lomonosov som togs i drift i maj 2020. Den första reaktorn Bilibino 1 stängdes i januari 2019.
| Reaktor    | Byggstart  | First Grid | Kommersiell Drift | Stängning  | Cum Load Factor |
| ---------- | ---------- | ---------- | ----------------- | ---------- | --------------- |
| Bilibino 1 | 1970-01-01 | 1974-01-12 | 1974-04-01        | 2019-01-14 | 51,3 %          |
| Bilibino 2 | 1970-01-01 | 1974-12-30 | 1975-02-01        | -          | 52,3 %          |
| Bilibino 3 | 1970-01-01 | 1975-12-22 | 1976-02-01        | -          | 54,5 %          |
| Bilibino 4 | 1970-01-01 | 1976-12-27 | 1977-01-01        | -          | 52,7 %          |

### Produktion Bilibino kärnkraftverk
Produktion (GWh/år)År0204060801001974198119881995200220092016B1B2B3B4Elproduktion från reaktorerna B1–B4 över tid